# Lijst van voetbalinterlands Azerbeidzjan - Wales
Deze lijst van voetbalinterlands is een overzicht van alle officiële voetbalwedstrijden tussen de nationale teams van Azerbeidzjan en Wales. De landen speelden tot op heden acht keer tegen elkaa. De eerste ontmoeting, een kwalificatiewedstrijd voor het Europees kampioenschap voetbal 2004, werd gespeeld in Bakoe op 20 november 2002. Het laatste duel, een kwalificatiewedstrijd voor het Europees kampioenschap voetbal 2020, vond plaats op 16 november 2019 in de Azerbeidzjaanse hoofdstad.

## Wedstrijden
| № | Plaats  | Datum            | Competitie           | Wedstrijd            | Uitslag |
| - | ------- | ---------------- | -------------------- | -------------------- | ------- |
| 1 | Bakoe   | 20 november 2002 | EK 2004 kwalificatie | Azerbeidzjan – Wales | 0 – 2   |
| 2 | Cardiff | 29 maart 2003    | EK 2004 kwalificatie | Wales – Azerbeidzjan | 4 – 0   |
| 3 | Bakoe   | 4 september 2004 | WK 2006 kwalificatie | Azerbeidzjan – Wales | 1 – 1   |
| 4 | Cardiff | 12 oktober 2005  | WK 2006 kwalificatie | Wales – Azerbeidzjan | 2 – 0   |
| 5 | Cardiff | 6 september 2008 | WK 2010 kwalificatie | Wales – Azerbeidzjan | 1 – 0   |
| 6 | Bakoe   | 6 juni 2009      | WK 2010 kwalificatie | Azerbeidzjan – Wales | 0 – 1   |
| 7 | Cardiff | 6 september 2019 | EK 2020 kwalificatie | Wales − Azerbeidzjan | 2 − 1   |
| 8 | Bakoe   | 16 november 2019 | EK 2020 kwalificatie | Azerbeidzjan − Wales | 0 – 2   |

## Samenvatting
| Competitie      | Totaal gespeeld | Winst Azerbeidzjan | Gelijk | Winst Wales | Doelsaldo Azerbeidzjan – Wales |
| --------------- | --------------- | ------------------ | ------ | ----------- | ------------------------------ |
| WK-kwalificatie | 4               | 0                  | 1      | 3           | 1 − 5                          |
| EK-kwalificatie | 4               | 0                  | 0      | 4           | 1 − 10                         |
| Totaal          | 8               | 0                  | 1      | 7           | 2 − 15                         |

Wedstrijden bepaald door strafschoppen worden, in lijn met de FIFA, als een gelijkspel gerekend.